# Arame Diène
Pour les articles homonymes, voir Diène (homonymie).
Arame Diène, née en 1926 à Médina et morte le 26 mars 2005 dans la même ville, est une femme politique sénégalaise.

## Biographie

### Enfance et formation
Arame Diène naît en 1926 à Dakar dans l'ethnie Lébous. La maison de la famille Diène est située dans le quartier populaire de Médina.
Elle ne fréquente pas les écoles, les filles léboues n'étant alors pas autorisées à fréquenter l'école.

### Parcours politique
Arame Diène entre en politique en 1945, suivant la tradition familiale. Ses parents sont des partisans du maire Alfred Goux,. Elle est membre du Bloc démocratique sénégalais avant de rejoindre le Parti socialiste du Sénégal en 1947.
Elle est élue à l'Assemblée nationale en 1983. Elle est la première personne à parler wolof au sein de l'Assemblée nationale et la première femme analphabète élue dans cet organe. Elle intègre l'assemblée aux côtés de Ramatoulaye Seck et Aïda Mbaye. Les trois femmes sont devenues connues pour leur charisme et leurs capacités en politique bien qu'elles n'aient pas suivi une éducation académique. Elle quitte l'Assemblée en 2001 après cinq législatures.
Elle est surnommée la « mère » du Parti socialiste sénégalais pour son rôle important dans la branche féminine, étant à la tête de la section des femmes du parti.
Sa participation à l'assemblée se concentre sur les problématiques agricoltes, les conditions des femmes et des enfants, la santé. Elle dirige aussi l'organisation régionale du parti dans la presqu'île du Cap-Vert. Elle est moins présente sur les sujets traitant de la défense et des questions financières.